# トウケイ
トウケイとは、
- 競走馬の冠名。東京都競馬、木村信彦、小野寺喜久男が使用。
- オーストラリア生産のサラブレッド。本項で詳述。

トウケイ (Towkay) とはオーストラリアで生産された競走馬、種牡馬である。
競走馬時代はオーストラリアで走り23戦3勝、G3競走のヘイズステークスを制し、ほかG1のサリンジャーステークスでも3着の実績がある。競走馬引退後はニュージーランドで種牡馬となり、産駒は数少ないながらもレヴィンクラシック (G1) などの優勝馬アンビシャスオーナー (Ambitious Owner) 、香港の国内G1競走スチュワーズカップの優勝馬アルマダ (Armada) などの活躍馬を送り出している。

## おもな産駒
- Opiki（2000年産 リンダウアースチュワーズステークスハンデキャップ・G3）
- Ambitious Owner（2001年産 レヴィンクラシック・G1など重賞2勝）
- Armada（2001年生 スチュワーズカップ・HK1など重賞2勝）

## 血統表
| トウケイの血統ノーザンダンサー系 / Nearco 5×5×5=9.38%、Nasrullah 5×4=9.38% | トウケイの血統ノーザンダンサー系 / Nearco 5×5×5=9.38%、Nasrullah 5×4=9.38% | トウケイの血統ノーザンダンサー系 / Nearco 5×5×5=9.38%、Nasrullah 5×4=9.38% | （血統表の出典） | （血統表の出典） |
| 父 *ラストタイクーン Last Tycoon 1983 黒鹿毛 アイルランド                  | 父の父*トライマイベスト Try My Best 1975 鹿毛 アメリカ                     | Northern Dancer                                                            | Nearctic         | Nearctic         |
| 父 *ラストタイクーン Last Tycoon 1983 黒鹿毛 アイルランド                  | 父の父*トライマイベスト Try My Best 1975 鹿毛 アメリカ                     | Northern Dancer                                                            | Natalma          |                  |
| 父 *ラストタイクーン Last Tycoon 1983 黒鹿毛 アイルランド                  | 父の父*トライマイベスト Try My Best 1975 鹿毛 アメリカ                     | Sex Appeal                                                                 | Buckpasser       | Buckpasser       |
| 父 *ラストタイクーン Last Tycoon 1983 黒鹿毛 アイルランド                  | 父の父*トライマイベスト Try My Best 1975 鹿毛 アメリカ                     | Sex Appeal                                                                 | Best in Show     |                  |
| 父 *ラストタイクーン Last Tycoon 1983 黒鹿毛 アイルランド                  | 父の母Mill Princess 1977 鹿毛 アイルランド                                 | Mill Reef                                                                  | Never Bend       | Never Bend       |
| 父 *ラストタイクーン Last Tycoon 1983 黒鹿毛 アイルランド                  | 父の母Mill Princess 1977 鹿毛 アイルランド                                 | Mill Reef                                                                  | Milan Mill       |                  |
| 父 *ラストタイクーン Last Tycoon 1983 黒鹿毛 アイルランド                  | 父の母Mill Princess 1977 鹿毛 アイルランド                                 | Irish Lass                                                                 | Sayajirao        | Sayajirao        |
| 父 *ラストタイクーン Last Tycoon 1983 黒鹿毛 アイルランド                  | 父の母Mill Princess 1977 鹿毛 アイルランド                                 | Irish Lass                                                                 | Scollata         |                  |
| 母 Princess Tracy 1981 鹿毛 アイルランド                                   | 母の父Ahonoora 1975 栗毛 イギリス                                          | Lorenzaccio                                                                | Klairon          | Klairon          |
| 母 Princess Tracy 1981 鹿毛 アイルランド                                   | 母の父Ahonoora 1975 栗毛 イギリス                                          | Lorenzaccio                                                                | Phoenissa        |                  |
| 母 Princess Tracy 1981 鹿毛 アイルランド                                   | 母の父Ahonoora 1975 栗毛 イギリス                                          | Helen Nichols                                                              | Martial          | Martial          |
| 母 Princess Tracy 1981 鹿毛 アイルランド                                   | 母の父Ahonoora 1975 栗毛 イギリス                                          | Helen Nichols                                                              | Quaker Girl      |                  |
| 母 Princess Tracy 1981 鹿毛 アイルランド                                   | 母の母Princess Ru 1962 鹿毛 アイルランド                                   | Princely Gift                                                              | Nasrullah        | Nasrullah        |
| 母 Princess Tracy 1981 鹿毛 アイルランド                                   | 母の母Princess Ru 1962 鹿毛 アイルランド                                   | Princely Gift                                                              | Blue Gem         |                  |
| 母 Princess Tracy 1981 鹿毛 アイルランド                                   | 母の母Princess Ru 1962 鹿毛 アイルランド                                   | Chiru                                                                      | Big Game         | Big Game         |
| 母 Princess Tracy 1981 鹿毛 アイルランド                                   | 母の母Princess Ru 1962 鹿毛 アイルランド                                   | Chiru                                                                      | Tibet F-No.8-c   |                  |

ともにデインヒル産駒の半兄・半弟に、ストラドブロークハンデキャップ (G1) の優勝馬で種牡馬のダナシンガ (Danasinga)、重賞2勝のカレン (Cullen) 。従兄にイギリスで重賞3勝のシャルフォード (Shalford) がいる。父はノーザンダンサー系の名種牡馬の1頭。シャトル種牡馬として世界的に活躍した。母もアイルランドでG3競走2勝を挙げた活躍馬である。